# Kakaowiec

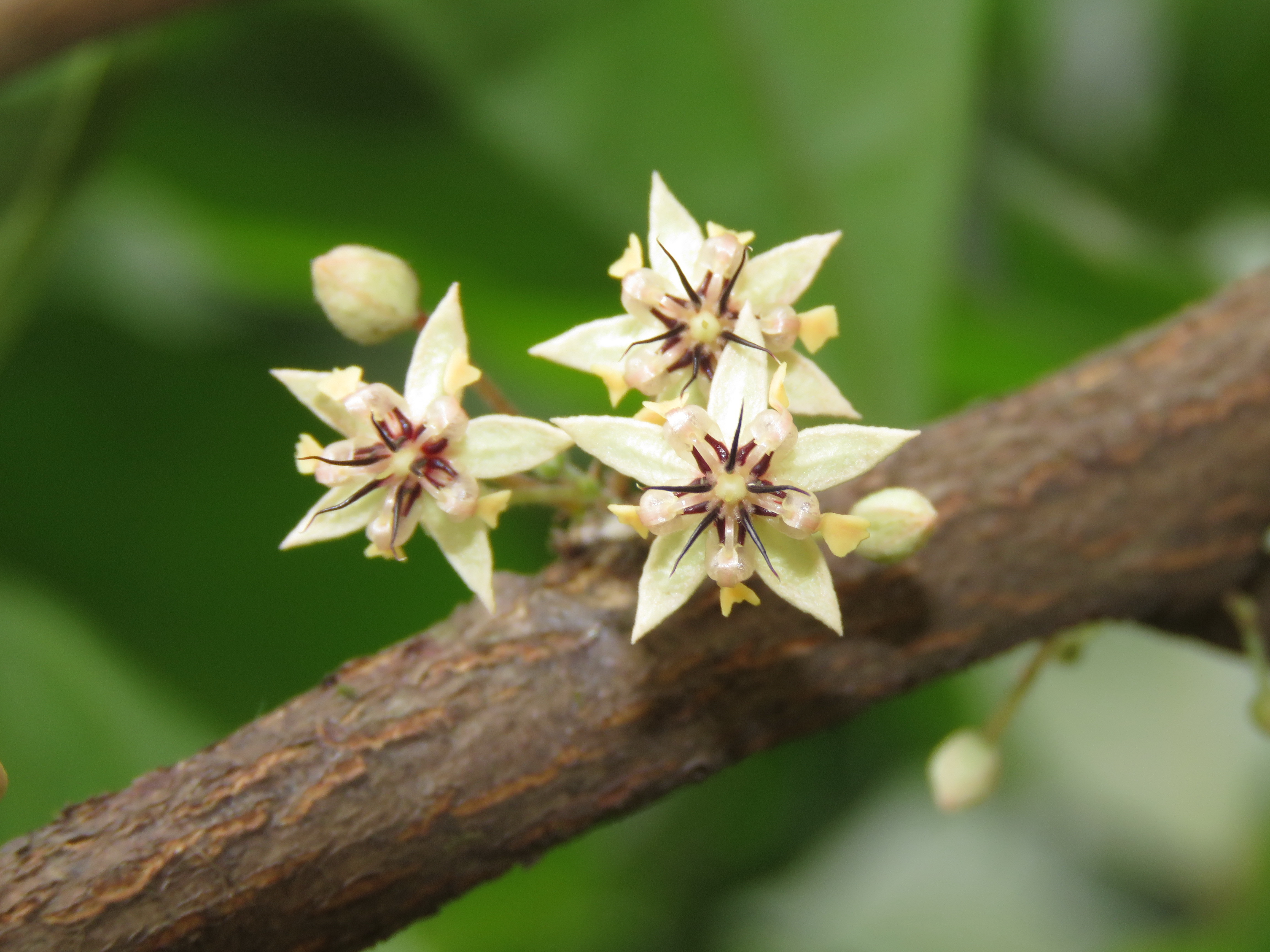
Kwiaty kakaowca właściwego

Kakaowiec (Theobroma L.) – rodzaj niewysokich drzew rosnących w niższej warstwie drzewostanów lasów Ameryki Środkowej i Południowej. Należy do rodziny ślazowatych Malvaceae, dawniej zaliczany do zatwarowatych Sterculiaceae. Obejmuje 20 gatunków. 
Kakaowiec właściwy (Theobroma cacao) ma największe znaczenie użytkowe – jego nasiona zwane kakao stanowią surowiec do wyrobu wielu produktów spożywczych. 
Naukowa nazwa rodzajowa nadana została przez Karola Linneusza, który zastąpił nazwę wcześniej stosowaną – Cacao, jako barbarzyńską, wywodzącą się z języka nahuatl (cacahoaquahuitl). Wprowadzona przez niego nazwa rodzajowa wywodzi się z greckich słów θεoς (theos = bóg) oraz βρῶμα (broma = pożywienie).

## Systematyka
Pozycja systematyczna według APweb (aktualizowany system APG IV z 2016)
Po odkryciu polifiletycznego charakteru zatwarowatych i podziale ich na kilka linii rozwojowych w randze podrodzin w obrębie ślazowatych Malvaceae, rodzaj kakaowiec znalazł się wraz z plemieniem Theobromateae w podrodzinie Byttnerioideae, tworzącej wraz z Grewioideae klad bazalny ślazowatych Malvaceae.
Pozycja w systemie Reveala (1993–1999)
Gromada okrytonasienne (Magnoliophyta Cronquist), podgromada Magnoliophytina Frohne & U. Jensen ex Reveal, klasa Rosopsida Batsch, podklasa różowe (Rosidae Takht.), nadrząd Rutanae Takht., rząd ślazowce (Malvales Dumort.), rodzina zatwarowate (Sterculiaceae (DC.) Bartl.), plemię Theobromateae A. Stahl, rodzaj kakaowiec (Theobroma L.)
Wykaz gatunków 
- Theobroma angustifolium DC.
- Theobroma bernoullii Pittier
- Theobroma bicolor Bonpl.
- Theobroma cacao L. – kakaowiec właściwy
- Theobroma canumanense Pires & Fróes ex Cuatrec.
- Theobroma cirmolinae Cuatrec.
- Theobroma gileri Cuatrec.
- Theobroma glaucum H.Karst.
- Theobroma grandiflorum (Willd. ex Spreng.) K.Schum.
- Theobroma hylaeum Cuatrec.
- Theobroma mammosum Cuatrec. & J.León
- Theobroma microcarpum Mart.
- Theobroma nemorale Cuatrec.
- Theobroma obovatum Klotzsch ex Bernoulli
- Theobroma simiarum Donn.Sm.
- Theobroma sinuosum Pav. ex Huber
- Theobroma speciosum Willd. ex Spreng.
- Theobroma subincanum Mart.
- Theobroma sylvestre Aubl. ex Mart.
- Theobroma velutinum Benoist